# Magnus Myklebust
Magnus Waade Myklebust (Volda, 8 luglio 1985) è un calciatore norvegese, attaccante del Bergsøy.

## Biografia
È il cugino di Jan Åge Fjørtoft.

## Carriera

### Club
Proveniente dal Gursken, Myklebust è passato all'Hødd nel 2002, con la squadra all'epoca militante in 1. divisjon: ha esordito con questa maglia il 21 aprile 2002, nel successo per 1-0 sul Tollnes: è subentrato a Stig Haugland. La prima rete l'ha segnata nel successo per 1-2 in casa dello Skeid. In tre campionati, ha totalizzato 67 presenze e 30 reti.
Nel 2005 è passato al Lillestrøm, compagine militante in Eliteserien: ha esordito il 10 aprile, nella sconfitta per 3-1 contro lo Start, quando ha sostituito Magnus Powell. Il 5 maggio dello stesso anno ha siglato il primo gol nella massima divisione norvegese: è stato sua una delle due reti che hanno piegato l'Odd Grenland. Il 19 luglio 2007 ha esordito nelle competizioni europee per club: è sceso in campo in luogo di Espen Søgård nel successo casalingo per 2-1 sul Käerjéng. L'11 novembre 2007 è stato titolare nella finale dell'edizione stagionale del Norgesmesterskapet, che si è conclusa con un successo del suo Lillestrøm sull'Haugesund col punteggio di 2-0.
Nel 2010 è passato all'Odd Grenland. Ha debuttato il 21 marzo dello stesso anno, contribuendo con una rete al successo per 1-2 sul campo del Kongsvinger. Il 31 dicembre 2011, il suo contratto biennale con il club è giunto alla scadenza.
Il 1º febbraio 2012 è stato ufficializzato il suo passaggio al Kongsvinger. Il 16 dicembre 2014 è stato annunciato il suo ritorno all'Hødd, formazione a cui si è legato con un contratto biennale valido dal 1º gennaio 2015. Al termine del campionato 2016, l'Hødd è retrocesso in 2. divisjon. Il 21 dicembre di quello stesso anno ha comunque prorogato il contratto che lo legava al club, fino al 31 dicembre 2018.

### Nazionale
Myklebust ha giocato 42 partite per le varie selezioni giovanili norvegesi, mettendo a segno 8 reti. Ha esordito per la Norvegia under 21 in data 15 gennaio 2005, contro l'Ucraina: la partita si è conclusa con una vittoria degli scandinavi col punteggio di 0-1. Il 16 agosto dello stesso anno ha segnato la prima rete, ai danni della Svizzera, contribuendo alla vittoria per 2-1 della Norvegia.

## Statistiche

### Presenze e reti nei club
Statistiche aggiornate al 26 novembre 2024.
| Stagione            | Club                | Campionato                                                                     | Campionato                                                                     | Campionato                                                                     | Coppe nazionali                                                                | Coppe nazionali                                                                | Coppe nazionali                                                                | Coppe continentali                                                             | Coppe continentali                                                             | Coppe continentali                                                             | Supercoppe                                                                     | Supercoppe                                                                     | Supercoppe                                                                     | Totale                                                                         | Totale                                                                         |
| Stagione            | Club                | Comp                                                                           | Pres                                                                           | Reti                                                                           | Comp                                                                           | Pres                                                                           | Reti                                                                           | Comp                                                                           | Pres                                                                           | Reti                                                                           | Comp                                                                           | Pres                                                                           | Reti                                                                           | Pres                                                                           | Reti                                                                           |
| ------------------- | ------------------- | ------------------------------------------------------------------------------ | ------------------------------------------------------------------------------ | ------------------------------------------------------------------------------ | ------------------------------------------------------------------------------ | ------------------------------------------------------------------------------ | ------------------------------------------------------------------------------ | ------------------------------------------------------------------------------ | ------------------------------------------------------------------------------ | ------------------------------------------------------------------------------ | ------------------------------------------------------------------------------ | ------------------------------------------------------------------------------ | ------------------------------------------------------------------------------ | ------------------------------------------------------------------------------ | ------------------------------------------------------------------------------ |
| 2002                | Hødd                | 1D                                                                             | 26                                                                             | 11                                                                             | CN                                                                             | ?                                                                              | ?                                                                              | -                                                                              | -                                                                              | -                                                                              | -                                                                              | -                                                                              | -                                                                              | 26+                                                                            | 11+                                                                            |
| 2003                | Hødd                | 1D                                                                             | 18                                                                             | 3                                                                              | CN                                                                             | ?                                                                              | ?                                                                              | -                                                                              | -                                                                              | -                                                                              | -                                                                              | -                                                                              | -                                                                              | 18+                                                                            | 3+                                                                             |
| 2004                | Hødd                | 1D                                                                             | 23                                                                             | 16                                                                             | CN                                                                             | ?                                                                              | ?                                                                              | -                                                                              | -                                                                              | -                                                                              | -                                                                              | -                                                                              | -                                                                              | 23+                                                                            | 16+                                                                            |
| 2005                | Lillestrøm          | ES                                                                             | 19                                                                             | 3                                                                              | CN                                                                             | 6                                                                              | 1                                                                              | -                                                                              | -                                                                              | -                                                                              | -                                                                              | -                                                                              | -                                                                              | 25                                                                             | 4                                                                              |
| 2006                | Lillestrøm          | ES                                                                             | 15                                                                             | 1                                                                              | CN                                                                             | 2                                                                              | 1                                                                              | -                                                                              | -                                                                              | -                                                                              | -                                                                              | -                                                                              | -                                                                              | 17                                                                             | 2                                                                              |
| 2007                | Lillestrøm          | ES                                                                             | 25                                                                             | 7                                                                              | CN                                                                             | 5                                                                              | 0                                                                              | CU                                                                             | 1                                                                              | 0                                                                              | -                                                                              | -                                                                              | -                                                                              | 31                                                                             | 7                                                                              |
| 2008                | Lillestrøm          | ES                                                                             | 19                                                                             | 2                                                                              | CN                                                                             | 2                                                                              | 0                                                                              | CU                                                                             | 2                                                                              | 0                                                                              | -                                                                              | -                                                                              | -                                                                              | 23                                                                             | 2                                                                              |
| 2009                | Lillestrøm          | ES                                                                             | 27                                                                             | 1                                                                              | CN                                                                             | 4                                                                              | 0                                                                              | -                                                                              | -                                                                              | -                                                                              | -                                                                              | -                                                                              | -                                                                              | 31                                                                             | 1                                                                              |
| Totale Lillestrøm   | Totale Lillestrøm   | Totale Lillestrøm                                                              | 105                                                                            | 14                                                                             |                                                                                | 19                                                                             | 2                                                                              |                                                                                | 3                                                                              | 0                                                                              |                                                                                | -                                                                              | -                                                                              | 127                                                                            | 16                                                                             |
| 2010                | Odd Grenland        | ES                                                                             | 21                                                                             | 3                                                                              | CN                                                                             | 3                                                                              | 0                                                                              | -                                                                              | -                                                                              | -                                                                              | -                                                                              | -                                                                              | -                                                                              | 24                                                                             | 3                                                                              |
| 2011                | Odd Grenland        | ES                                                                             | 15                                                                             | 1                                                                              | CN                                                                             | 3                                                                              | 1                                                                              | -                                                                              | -                                                                              | -                                                                              | -                                                                              | -                                                                              | -                                                                              | 18                                                                             | 2                                                                              |
| Totale Odd Grenland | Totale Odd Grenland | Totale Odd Grenland                                                            | 36                                                                             | 4                                                                              |                                                                                | 6                                                                              | 1                                                                              |                                                                                | -                                                                              | -                                                                              |                                                                                | -                                                                              | -                                                                              | 42                                                                             | 5                                                                              |
| 2012                | Kongsvinger         | 1D                                                                             | 28                                                                             | 7                                                                              | CN                                                                             | 3                                                                              | 1                                                                              | -                                                                              | -                                                                              | -                                                                              | -                                                                              | -                                                                              | -                                                                              | 31                                                                             | 9                                                                              |
| 2013                | Kongsvinger         | 1D                                                                             | 29                                                                             | 9                                                                              | CN                                                                             | 3                                                                              | 1                                                                              | -                                                                              | -                                                                              | -                                                                              | -                                                                              | -                                                                              | -                                                                              | 32                                                                             | 10                                                                             |
| 2014                | Kongsvinger         | 2D                                                                             | 25                                                                             | 14                                                                             | CN                                                                             | 3                                                                              | 4                                                                              | -                                                                              | -                                                                              | -                                                                              | -                                                                              | -                                                                              | -                                                                              | 28                                                                             | 18                                                                             |
| Totale Kongsvinger  | Totale Kongsvinger  | Totale Kongsvinger                                                             | 82                                                                             | 30                                                                             |                                                                                | 9                                                                              | 6                                                                              |                                                                                | -                                                                              | -                                                                              |                                                                                | -                                                                              | -                                                                              | 91                                                                             | 36                                                                             |
| 2015                | Hødd                | 1D                                                                             | 28+1                                                                           | 8+0                                                                            | CN                                                                             | 3                                                                              | 2                                                                              | -                                                                              | -                                                                              | -                                                                              | -                                                                              | -                                                                              | -                                                                              | 32                                                                             | 10                                                                             |
| 2016                | Hødd                | 1D                                                                             | 7                                                                              | 0                                                                              | CN                                                                             | 2                                                                              | 1                                                                              | -                                                                              | -                                                                              | -                                                                              | -                                                                              | -                                                                              | -                                                                              | 9                                                                              | 1                                                                              |
| 2017                | Hødd                | 2D                                                                             | 11                                                                             | 0                                                                              | CN                                                                             | 2                                                                              | 0                                                                              | -                                                                              | -                                                                              | -                                                                              | -                                                                              | -                                                                              | -                                                                              | 13                                                                             | 0                                                                              |
| 2018                | Hødd                | 2D                                                                             | 22                                                                             | 6                                                                              | CN                                                                             | 1                                                                              | 1                                                                              | -                                                                              | -                                                                              | -                                                                              | -                                                                              | -                                                                              | -                                                                              | 23                                                                             | 7                                                                              |
| Totale Hødd         | Totale Hødd         | Totale Hødd                                                                    | 135+1                                                                          | 44+0                                                                           |                                                                                | 8+                                                                             | 4+                                                                             |                                                                                | -                                                                              | -                                                                              |                                                                                | -                                                                              | -                                                                              | 144+                                                                           | 48+                                                                            |
| 2019                | Bergsøy             | 4D                                                                             | 13                                                                             | 9                                                                              | CN                                                                             | 3                                                                              | 2                                                                              | -                                                                              | -                                                                              | -                                                                              | -                                                                              | -                                                                              | -                                                                              | 16                                                                             | 11                                                                             |
| 2020                | Bergsøy             | La stagione è stata cancellata a causa della pandemia di COVID-19 in Norvegia. | La stagione è stata cancellata a causa della pandemia di COVID-19 in Norvegia. | La stagione è stata cancellata a causa della pandemia di COVID-19 in Norvegia. | La stagione è stata cancellata a causa della pandemia di COVID-19 in Norvegia. | La stagione è stata cancellata a causa della pandemia di COVID-19 in Norvegia. | La stagione è stata cancellata a causa della pandemia di COVID-19 in Norvegia. | La stagione è stata cancellata a causa della pandemia di COVID-19 in Norvegia. | La stagione è stata cancellata a causa della pandemia di COVID-19 in Norvegia. | La stagione è stata cancellata a causa della pandemia di COVID-19 in Norvegia. | La stagione è stata cancellata a causa della pandemia di COVID-19 in Norvegia. | La stagione è stata cancellata a causa della pandemia di COVID-19 in Norvegia. | La stagione è stata cancellata a causa della pandemia di COVID-19 in Norvegia. | La stagione è stata cancellata a causa della pandemia di COVID-19 in Norvegia. | La stagione è stata cancellata a causa della pandemia di COVID-19 in Norvegia. |
| 2021                | Bergsøy             | 4D                                                                             | 7                                                                              | 3                                                                              | CN                                                                             | 0                                                                              | 0                                                                              | -                                                                              | -                                                                              | -                                                                              | -                                                                              | -                                                                              | -                                                                              | 7                                                                              | 3                                                                              |
| 2022                | Bergsøy             | 4D                                                                             | 11                                                                             | 7                                                                              | CN                                                                             | 0                                                                              | 0                                                                              | -                                                                              | -                                                                              | -                                                                              | -                                                                              | -                                                                              | -                                                                              | 11                                                                             | 7                                                                              |
| 2023                | Bergsøy             | 4D                                                                             | 8                                                                              | 1                                                                              | CN                                                                             | 1                                                                              | 1                                                                              | -                                                                              | -                                                                              | -                                                                              | -                                                                              | -                                                                              | -                                                                              | 9                                                                              | 2                                                                              |
| 2024                | Bergsøy             | 4D                                                                             | 14                                                                             | 3                                                                              | CN                                                                             | 0                                                                              | 0                                                                              | -                                                                              | -                                                                              | -                                                                              | -                                                                              | -                                                                              | -                                                                              | 14                                                                             | 3                                                                              |
| Totale Bergsøy      | Totale Bergsøy      | Totale Bergsøy                                                                 | 53                                                                             | 23                                                                             |                                                                                | 4                                                                              | 3                                                                              |                                                                                | -                                                                              | -                                                                              |                                                                                | -                                                                              | -                                                                              | 57                                                                             | 26                                                                             |
| Totale              | Totale              | Totale                                                                         | 411+1                                                                          | 115+0                                                                          |                                                                                | 46+                                                                            | 16+                                                                            |                                                                                | -                                                                              | -                                                                              |                                                                                | -                                                                              | -                                                                              | 458+                                                                           | 131+                                                                           |

## Palmarès

### Club

#### Competizioni nazionali
- Coppa di Norvegia: 1

Lillestrøm: 2007